# Траншея 11
«Траншея 11» (англ. Trench 11) — канадский фильм ужасов 2017 года, снятый режиссёром Лео Шерманом.

## Сюжет
1918 год. Франция. Западный фронт Первой мировой войны. У разведки появляется информация о скрытом глубоко в Аргоннском лесу подземном немецком бункере под названием «Траншея 11», который немцы не успели уничтожить во время отступления. По данным разведки, в бункере велись разработки химического и биологического оружия, над которым немцы потеряли контроль. Для выяснения всех обстоятельств канадский тоннельщик получает приказ от командования провести группу союзников в немецкую подземную лабораторию. Спустившись под землю и оказавшись в бункере, группа попадает в ловушку…   

## В ролях
- Россиф Сазерленд — лейтенант Бертон
- Роберт Штадлобер — Райнер
- Чарли Каррик — доктор Прист
- Шон Бенсон — капитан Мюллер
- Тед Атертон — майор Дженнингс
- Люк Хамфри — капитан Купер
- Джефф Стром — сержант Пронгер
- Адам Хуртиг — рядовой Келли
- Карин Ванасс — Вероника
- Джон Б. Лоу — полковник Эшкрофт
- Вернер Артингер — генерал Офюльс
- Эндрю Чекон — рядовой Уилкокс

## Съёмочная группа
- Режиссёр: Лео Шерман
- Продюсер: Тайлер Ливайн
- Сценаристы: Лео Шерман, Мэтт Буи
- Оператор: Дилан Маклеод
- Композиторы: Марк Домитрич, Кевин Круглоу, Райан Макларнон, Том Уэстин

## Награды и номинации
- Toronto After Dark Film Festival[англ.] — награды (2017)
- Канадское общество кинематографистов[англ.] — номинация (2018)[2]